# Командный чемпионат России по спидвею среди юношей
Командный чемпионат России по спидвею среди юношей — соревнования среди спидвейных команд гонщиков в возрасте от 12 до 15 лет. Вместе с личным первенством является начальным звеном системы российских спидвейных соревнований, в которую также входят юниорские (для спортсменов от 16 лет до 21 года) и взрослые чемпионаты.
В разные годы проводился в зачетах 80 см³, 125 см³ и 250 см³, либо в нескольких одновременно.

## Командный чемпионат 125 см3
| Год  | Место финала | Победитель                                                                   | Второе место                                                                               | Третье место                                                              |
| 1993 | Тольятти     | Жигулёнок Роман Поважный, Андрей Заря, Владимир Шемякин, Евгений Рыжков      | Сибирь Владимир Дубинин, Виталий Иванов, Алексей Коченков, Александр Зайцев                | Башкирия Николай Васильев, Игорь Кильметов, Андрей Шишегов, Андрей Ганцев |
| 1994 | Салават      | Башкирия Андрей Ганцев, Николай Васильев, Андрей Шишегов, Дмитрий Мухамадеев | Жигулёнок Андрей Заря, Владимир Шемякин, Дмитрий Егоров, Роман Кокодеев, Виталий Бархатов, | Салават Денис Сайфутдинов, Сергей Жугин, Сергей Долгов, Эдуард Абдюшев    |
| 1995 | ...          | Мега-Лада-1 Илья Бондаренко…                                                 | Мега-Лада-2 …                                                                              | Салават Денис Сайфутдинов, …                                              |
| 1996 | ...          | Мега-Лада-2 …                                                                | Мега-Лада-1 …                                                                              | Салават Денис Сайфутдинов, …                                              |
| 1997 | ...          | Мега-Лада-1 Илья Бондаренко, …                                               | Салават-1 Денис Сайфутдинов, …                                                             | Мега-Лада-2 Евгений Гомозов, …                                            |
| 1998 | Салават      | Мега-Лада-1 Илья Бондаренко, Михаил Серебряков, Роман Земляков               | Мега-Лада-2 Роман Иванов, Алексей Костюк                                                   | Мега-Лада-3 Евгений Гомозов, Дмитрий Комаров                              |
| 1999 | ...          | Мега-Лада Илья Бондаренко, Евгений Гомозов                                   | ...                                                                                        | …                                                                         |
| 2000 | Салават      | Мега-Лада Пульс-1 Роман Иванов, Алексей Костюк, Евгений Гомозов              | Салават-1 Артур Нафиков, Радик Тибеев, Роман Контюков                                      | Цементник Андрей Юрченко, Дмитрий Подсвиров, Максим Козловский            |
| 2001 | ...          | Мега-Лада-1 Роман Иванов, Евгений Гомозов                                    | Мега-Лада-2 Василий Шибанков, ...                                                          | …                                                                         |
| 2002 | Тольятти     | Мега-Лада Василий Шибанков, Михаил Мартынов                                  | Салават-1 Эмиль Сайфутдинов, Виктор Голубовский                                            | Восток Николай Каминский, Михаил Скачко                                   |
| 2003 | Тольятти     | Мега-Лада-1 Эмиль Сайфутдинов, Даниил Иванов, Евгений Сидорин                | Восток Николай Каминский, Михаил Скачко                                                    | Каустик Игорь Кононов, Владислав Саблин                                   |
| 2004 | Балаково     | Мега-Лада Эмиль Сайфутдинов, Евгений Сидорин, Виктор Хивинцев                | Турбина Кирилл Цуканов, Дмитрий Гордеев, Артём Водяков                                     | Приморье-Восток Михаил Скачко, Артём Лагута                               |
| 2005 | Тольятти     | Турбина Александр Локтаев, Дмитрий Гордеев, Артём Водяков                    | Мега-Лада Евгений Сидорин, Олег Бесчастнов                                                 | СКА ПУрВО Евгений Таушканов, Дмитрий Мальцев, Дмитрий Тихонов             |
| 2006 | Тольятти     | Турбина-1 Александр Локтаев, Артём Водяков                                   | СКА ПУрВО Игорь Сайдуллин, Дмитрий Тихонов , Сергей Сыгрышев                               | Мега-Лада Олег Бесчастнов, Вадим Заволгин, Александр Антипин              |
| 2007 | Тольятти     | Регцентр Сергей Сыгрышев, Виталий Белоусов                                   | Сибирь ...                                                                                 | Мега-Лада Владимир Зубарев, Вадим Заволгин                                |
| Год  | Место финала | Победитель                                                                   | Второе место                                                                               | Третье место                                                              |

## Командный чемпионат 80 см3
| Год  | Место финала | Победитель                                                      | Второе место                                                    | Третье место                                                        |
| 2007 | Тольятти     | Сибирь Александр Кочетов, Иван Львов, Андрей Жданов             | Турбина Денис Носов, Кирилл Цуканов, Илья Чалов                 | Регцентр Сергей Сыгрышев, Виталий Белоусов, Игорь Сайдуллин         |
| 2008 | Тольятти     | Мега-Лада Сергей Агальцов, Денис Джусоев, Илья Пичугин          | Регцентр Виталий Белоусов, …                                    | Мега-Лада Владислав Антипин, Антон Заволгин, Никита Фёдоров         |
| 2009 | Тольятти     | Мега-Лада-1 Сергей Агальцов, Никита Фёдоров, Илья Пичугин       | Сибирь Иван Львов, Кирилл Нижегородов, Евгений Ягодкин          | Мега-Лада-2 Денис Джусоев, Евгений Отпущенников, Александр Коротин  |
| 2010 | Тольятти     | Мега-Лада-1 Никита Фёдоров, Вячеслав Монахов, Владислав Антипин | Мега-Лада-4 Михаил Литвинов, Сергей Соколов, Александр Кузин    | Мега-Лада-3 Иван Большаков, Даниил Винокуров, Илья Кузнецов         |
| 2011 | Тольятти     | Мега-Лада-1 Никита Фёдоров, Вячеслав Монахов, Никита Тимофеев   | Мега-Лада-2 Михаил Литвинов, Иван Большаков, Даниил Винокуров   | Салават-SS MotoSchool Роман Лахбаум, Сергей Попов, Руслан Муратов   |
| 2012 | Тольятти     | Мега-Лада-1 Никита Фёдоров, Вячеслав Монахов, Никита Тимофеев   | Мега-Лада-2 Михаил Литвинов, Иван Большаков, Илья Пенкин        | Салават Роман Лахбаум, Глеб Чугунов                                 |
| 2013 | Тольятти     | Мега-Лада-2 Илья Кузнецов, Иван Большаков, Илья Пенкин          | Салават Роман Лахбаум, Глеб Чугунов                             | Мега-Лада-3 Михаил Афанасьев, Михаил Максимов, Сергей Соколов       |
| 2014 | Тольятти     | Мега-Лада — Пуля Илья Кузнецов, Иван Большаков                  | Мега-Лада — Стрела Семён Зуев, Александр Франков, Денис Мишарин | Мега-Лада — Огонь Илья Пенкин, Андрей Степанов, Никита Голубятников |
| Год  | Место финала | Победитель                                                      | Второе место                                                    | Третье место                                                        |

## Командный чемпионат 250 см3
| Год  | Место финала                 | Победитель                                           | Второе место                                            | Третье место                               |
| 2013 | Октябрьский Салават Тольятти | Салават Роман Лахбаум, Глеб Чугунов, Богдан Фарвазов | Мега-Лада Иван Большаков, Илья Кузнецов, Сергей Соколов | Каустик Дмитрий Солянников, Владимир Богма |
| 2014 | Салават Балаково             | Салават Роман Лахбаум, Глеб Чугунов                  | Октябрьский Владимир Богма, Арслан Файзуллин            | Октябрьский-2 Никита Зубарев, Кирилл Хван  |
| 2016 | Балаково                     | Новосибирск-Москва Кирилл Хван, Данил Фроленков      | Балаково Дмитрий Петраков, Михаил Блохин                | Салават Александр Кайбушев, Павел Нагибин  |
| Год  | Место финала                 | Победитель                                           | Второе место                                            | Третье место                               |

## Медальный зачёт
| Позиция | Город       | Gold | Silver | Bronze | Всего |
| ------- | ----------- | ---- | ------ | ------ | ----- |
| 1.      | Мега-Лада   | 18   | 11     | 9      | 38    |
| 2.      | Салават     | 2    | 4      | 6      | 12    |
| 3.      | Турбина     | 2    | 3      |        | 5     |
|         | Сибирь      | 2    | 3      |        | 5     |
| 5.      | Регцентр    | 1    | 2      | 2      | 5     |
| 6.      | Башкирия    | 1    |        | 1      | 2     |
| 7.      | Москва      | 1    |        |        | 1     |
| 8.      | Восток      |      | 1      | 2      | 3     |
| 9.      | Октябрьский |      | 1      | 1      | 2     |
| 10.     | Каустик     |      |        | 2      | 2     |
| 11.     | Цементник   |      |        | 1      | 1     |